# Olivia Cole
Olivia Cole (Memphis, Estados Unidos, 26 de noviembre de 1942-San Miguel de Allende, 19 de enero de 2018) fue una actriz estadounidense.

## Vida y carrera
Cole nació en Memphis, Tennessee, hija de Arvelia (de soltera, Cage) y William Cole. Hizo su debut en la pantalla en la telenovela Guiding Light en 1969 y más tarde apareció en más de 30 series y películas.
Cole ganó un Premio Emmy por su interpretación en la miniserie de 1977 Raíces. Es también conocida por su papel de Maggie Rogers en la miniserie de 1979 Blackstairs at the White House, por el cual fue nominada a un Primetime Emmy a la mejor actriz - Miniserie o telefilme.
Cole protagonizó el sitcom de la CBS Szysznyk desde 1977 hasta 1978 y Report to Murphy en 1982. También fue parte del elenco de la serie de drama de corta duración de ABC Brewster Place con Oprah Winfrey en 1990, y previamente apareció en otra miniserie Norte y Sur (1985). También fue invitada en La mujer policía, Family, L. A. Law y Murder, She Wrote.
Los créditos de Cole en Broadway incluyen The School for Scandal, You Can't Take It with You, El Mercader de Venecia, y The National Health. Cole es miembro honorífica de la hermandad Alpha Kappa Alpha. En cine, ha aparecido en Heroes (1977), Coming Home (1978), Some Kind of Hero (1982), Go Tell It on the Mountain (1984), Big Shots (1987), y más recientemente en First Sunday (2008), así como en las películas televisivas Something About Amelia (1984) y The Women of Brewster Place (1989).

## Filmografía

### Cine
| Actor | Título                     | Personaje   | Notas          |
| ----- | -------------------------- | ----------- | -------------- |
| 1977  | Heroes                     | Jane Adcox  | Película debut |
| 1978  | Coming Home                | Corrine     |                |
| 1982  | Some Kind of Hero          | Jesse       |                |
| 1984  | Go Tell It on the Mountain | Elizabeth   |                |
| 1987  | Big Shots                  | Sra. Newton |                |
| 2008  | First Sunday               | Momma T     |                |

### Televisión
| Año       | Título                        | Personaje                                                        | Notas                                                     |
| --------- | ----------------------------- | ---------------------------------------------------------------- | --------------------------------------------------------- |
| 1969-1971 | Guiding Light                 | Deborah Mehraen                                                  | Debut de televisión serie regular; episodios desconocidos |
| 1975-1976 | Police Woman                  | Jefa de enfermeras / Dra. Dorothy Bailey / Dra. Georgia Kimberly | 3 episodios                                               |
| 1977      | Roots                         | Matilda Moore                                                    | Miniserie 3 episodios                                     |
| 1977      | Rafferty                      | Sara Ridley                                                      | Episodio: "Brothers & Sons"                               |
| 1977-1978 | Szysznyk                      | Ms. Harrison                                                     | serie regular; 15 episodios                               |
| 1978      | Family                        | Frances Rossmore                                                 | Episodio: "Fear of Shadows"                               |
| 1979      | Insight                       | Karen Clay                                                       | Episodio: "When, Jenny? When?"                            |
| 1979      | Backstairs at the White House | Maggie Rogers                                                    | Miniserie 4 episodios                                     |
| 1979      | The Lazarus Syndrome          | Pamela Quinn                                                     | Episodio: "A Brutal Assault"                              |
| 1980      | Children of Divorce           | Betty Williams                                                   | Película de televisión                                    |
| 1980      | The Sky Is Gray               | Olivia                                                           | Película de televisión                                    |
| 1981      | Fly Home                      | Sarah Brookford                                                  | Película de televisión                                    |
| 1981      | Mistress of Paradise          | Victorine                                                        | Película de televisión                                    |
| 1982      | Report to Murphy              | Blanche                                                          | 6 episodios                                               |
| 1984      | Something About Amelia        | Ruth Walters                                                     |                                                           |
| 1985      | American Playhouse            | Elizabeth                                                        | Episodio: "Go Tell It on the Mountain"                    |
| 1985      | North and South, Book I       | Maum Sally                                                       | Miniserie 6 episodios                                     |
| 1985-1995 | Murder, She Wrote             | Yvette Dauphin / Melinda Coop / Callie Coleman                   | 3 episodios                                               |
| 1987      | The Fig Tree                  |                                                                  | Película de televisión                                    |
| 1989      | The Women of Brewster Place   | Miss Sophie                                                      | 2 episodios                                               |
| 1989-1993 | L.A. Law                      | Judge Julie McFarlane                                            | 3 episodios                                               |
| 1990      | Brewster Place                | Miss Sophie                                                      | serie regular; 11 episodios                               |
| 1993      | Arly Hanks                    | Estelle                                                          | Película de televisión                                    |
| 1995      | Christy                       | Esther Scott                                                     | Episodio: "Echoes"                                        |
| 2011      | Be Good, Be Nice              | Young Girl                                                       | Corto                                                     |